# Tranvia Fornace Bizzi-Medesano
La tranvia Fornace Bizzi-Medesano faceva parte di un sistema di linee provinciali a vapore che si estendeva per 177 km, costituendo la più lunga rete d'Italia con binari a scartamento normale.
Attivata nel 1908, la linea passò negli anni dalla gestione privata a quella provinciale, fino alla chiusura avvenuta nel 1937.

## Storia
Il 5 novembre 1890 la Provincia di Parma aveva concesso a Luigi Corazza la costruzione e l'esercizio di alcune tranvie, da esercitarsi a vapore, che avrebbero formato un'estesa rete di collegamento fra Parma e Busseto (via Soragna e via San Secondo), Langhirano, Traversetolo e Borgo San Donnino (via Soragna), per un totale di circa 137 km. Nel 1892 il Corazza cedette tale pacchetto di concessioni alla milanese Società Nazionale di Tramways e Ferrovie, la quale avviò la costruzione di tale rete, completata entro il 1894..
Nel 1899 alla concessionaria subentrò la Società Nazionale Ferrovie e Tramvie, con sede in Roma, la quale proseguì il programma di costruzioni: nel 1901 fu inaugurata a cura di tale amministrazione la Parma-Pilastrello-Traversetolo e nel 1908 la diramazione della Parma-Soragna-Busseto tra la Fornace Bizzi e Pontetaro-Medesano, quest'ultima concessa con regio decreto n.561 del 13 dicembre 1908.

### I primi anni di esercizio

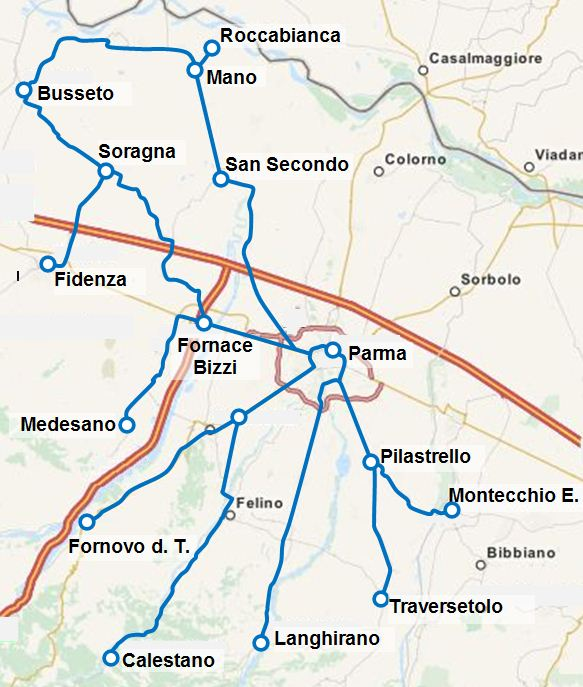
La rete delle tranvie provinciali di Parma

Il servizio fu strutturato come relazione diretta Parma-Medesano, con cinque coppie di treni che nel 1927 furono portate a sei, anche grazie all'avvento delle elettromotrici ad accumulatori.
Un curioso episodio di cronaca caratterizzò gli anni della trazione a vapore: il 28 marzo 1913, per vendicarsi del licenziamento subìto, durante la notte un ex macchinista accese il fuoco a sei locomotive, dandosi alla fuga dopo aver provocato uno scontro fra le stesse; tale episodio assunse alle cronache nazionali grazie alla sua illustrazione sulle pagine de La Domenica del Corriere.
Con regio decreto n. 96 del 15 febbraio 1906, cui era annesso il disciplinare per la costruzione e l'esercizio, l'amministrazione provinciale di Parma fu autorizzata ad esercire a trazione elettrica le linee Parma-Collecchio-Ozzano-Fornovo, di 21,166 km e Stradella-Sala-Felino-Calestano, di 23,1 km, nonché a realizzare alcuni impianti all'interno della città, ossia il raccordo lungo 2,459 km fra la stazione delle tranvie di Barriera Bixio e la stazione FS ed il raccordo con lo scalo merci di quest'ultima, lungo 465 metri. Con un ulteriore regio decreto, il n. 397 del 29 agosto 1909, alla stessa amministrazione provinciale fu inoltre concesso l'esercizio della nuova rete tranviaria di Parma, costituita dalle linee Barriera Vittorio Emanuele-San Leonardo di 2,473 km con diramazione Barriera Saffi-Foroboario-scalo merci FS di 1,1 km e San Lazzaro-Crocetta di 5,268 km. La Fornace Bizzi-Medesano rimase dunque esclusa da tali programmi di ammodernamento.

### Declino e chiusura

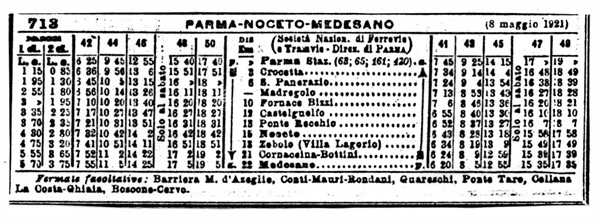
Orario della tranvia Parma-Noceto-Medesano

Scoppiata la prima guerra mondiale, la SNFT aveva deciso di uscire dal mercato tranviario: le linee parmensi (altrimenti denominate con l'appellativo di "foresi") furono cedute al gruppo Giuseppe Muggia e alla Banca Italiana di Sconto, mentre quelle cremonesi furono cedute alla provincia. Al termine delle ostilità, durante le quali la gestione era avvenuta direttamente a cura della Provincia, nel 1918 l'esercizio della rete fu affidato a una nuova società appositamente costituita, la Compagnia Nazionale di Trasporti e Comunicazioni (CNTC) la quale, pur impegnata in un vasto progetto di estensione ed elettrificazione delle linee, incontrò ben presto difficoltà economiche, anche a causa della concorrenza dell'autotrasporto.
Il 5 novembre del 1918 fu tuttavia stipulata fra l'amministrazione provinciale e il Comune di Parma una convenzione che consentiva il riscatto delle tranvie da parte di quest'ultimo.
Per fare fronte alla suddetta situazione di crisi, nel 1924 venne istituito il servizio cumulativo con le Ferrovie dello Stato, furono attuate alcune modifiche all'armamento e immesse in servizio nuove vetture ad accumulatori. In tale clima il 15 aprile 1934 fu soppressa la Pilastrello-Montecchio, ancora a vapore, prima fra le linee parmensi ad essere chiusa all'esercizio.
Nel 1937 il Comune di Parma avviò le pratiche per l'acquisizione della rete secondo la convenzione del 1918, affidando altresì all'ATM di Milano la redazione di uno studio per la sostituzione in filovia della rete urbana, completato nel 1939. Un'ulteriore convenzione, siglata nel 1939, accordava alla CNTC la possibilità di sostituire la residua rete a vapore con autoservizi, restituendo alla stessa Provincia l'esercizio diretto di quella elettrica entro il 31 dicembre 1941.
La rete a vapore venne dunque soppressa, e con essa la linea di Medesano, chiusa definitivamente il 15 novembre 1937. Le linee Parma-Fornovo e Parma-Marzolara, a trazione elettrica, così come il servizio urbano di Parma, furono nel frattempo trasferite alla Società Riunite Trasporti (SoRiT).

## Caratteristiche
| Unused urban continuation backward |

| Unknown route-map component "uexBHF" |

| Unknown route-map component "uexCONTgq" | Unknown route-map component "uexABZgr" |  |

| Unknown route-map component "uexHST" |

| Unknown route-map component "uexHST" |

| Unknown route-map component "uexHST" |

| Unknown route-map component "uexBHF" |

| Unknown route-map component "uexHST" |

| Unknown route-map component "uexHST" |

| Unknown route-map component "CONTgq" | Unused waterway under railway bridge | Unknown route-map component "CONTfq" |

| Unknown route-map component "uexHST" |

| Unknown route-map component "uexHST" |

| Unknown route-map component "uexKBHFe" |

Come il resto delle tranvie foresi, la linea era armata con rotaie del tipo Vignoles da 21 kg per metro, montate su traversine in legno di quercia con lo scartamento standard di 1445 mm. Il raggio minimo di curvatura risultava pari a 40 m, mentre la pendenza massima raggiungeva il 30 per mille in ambito extraurbano, valori che mutavano rispettivamente a 20 metri di raggio e 55 per mille sulla rete urbana.

### Percorso

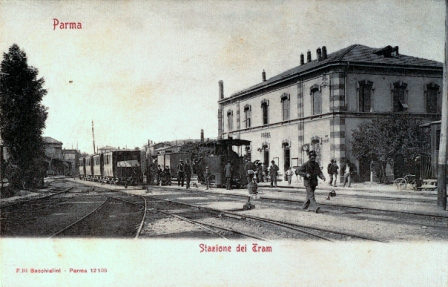
La stazione tranviaria di Parma

La stazione di Fornace Bizzi, posta sulla sponda occidentale del fiume Taro, era contraddistinta dalla progressiva chilometrica 10, comune alla originaria linea per Soragna e Busseto.
Da qui il binario impegnava la sede della strada statale 537, seguendone il percorso. Nell'ordine erano osservate le fermate di Castelguelfo, Ponterecchio e Cellana (facoltativa), per raggiungere l'unica stazione presente durante il percorso, a servizio della cittadina di Noceto, posta alla progressiva chilometrica 15 da Parma.
Ulteriori fermate erano osservate in corrispondenza delle principali intersezioni con la statale, come nel caso di La Costa (fermata facoltativa La Costa-Ghiaia), a Zobolo, in zona Boscone (fermata Boscone-Cervo, facoltativa) e lungo la strada Cornaccina, per giungere infine alla stazione capolinea di Medesano.

## Materiale rotabile
Sulla rete tranviaria parmense a vapore prestarono servizio tre gruppi di locomotive, così ripartiti:
- 1÷14[15]: costruzione Breda 1893, rodiggio B, 30 km/h;
- 15: costruzione Orenstein & Koppel 1902, rodiggio B, 30 km/h;
- 16÷19: costruzione Henschel 1907, rodiggio B, 30 km/h;
- 20÷24: costruzione Henschel 1910-12, rodiggio B, 30 km/h.

Le locomotive Breda furono consegnate nel biennio 1892-1893 in un gruppo omogeneo di 14 esemplari; si trattava di motrici da 52 kW con interasse di 1400 mm; peculiarità dell'esemplare n. 4 "Busseto" era la presenza dei doppi organi di trazione e repulsione per l'esercizio sul raccordo di Parma e su quello di Montecchio Emilia.
Nel 1902 acquisì la quindicesima unità, battezzata n. 15 "Giuseppe Verdi" della Orenstein & Koppel (n. di costruzione 975/1902) con massa a vuoto leggermente superiore a quella delle Breda, che nel 1911 fu trasferita sulla rete cremonese.
Le locomotive Henschel furono risultato di più ordinazioni: nel 1907 e 1908 vennero consegnate in totale quattro unità del tipo "Tyras" da 60 kW, mentre nel 1910 e 1912 arrivarono in totale cinque unità del tipo "Trude", da 97 kW.
Nel 1924 ad opera della CNTC fu inoltre immessa in servizio un'automotrice ad accumulatori, dotate di riscaldamento elettrico. Costruita dalla OM di Milano con equipaggiamento elettrico Rognini & Balbo, tale rotabile aveva una potenza complessiva di 45 kW, offriva 52 posti a sedere ed era dotato di intercomunicante per l'accopiamento con una carrozza. Immatricolata col n. 51, tale motrice era soprannominata dai tranvieri "Bella Titina".
Completavano la dotazione originaria numerosi carri e carrozze a due assi forniti dalle Officine Diatto & Grondona e Fratelli Pellerin, cui negli anni dieci e venti si aggiunsero veicoli forniti dalla Officine Meccaniche Reggiane e dalle Officine Meccaniche Casaralta.